# J.C. Bloem

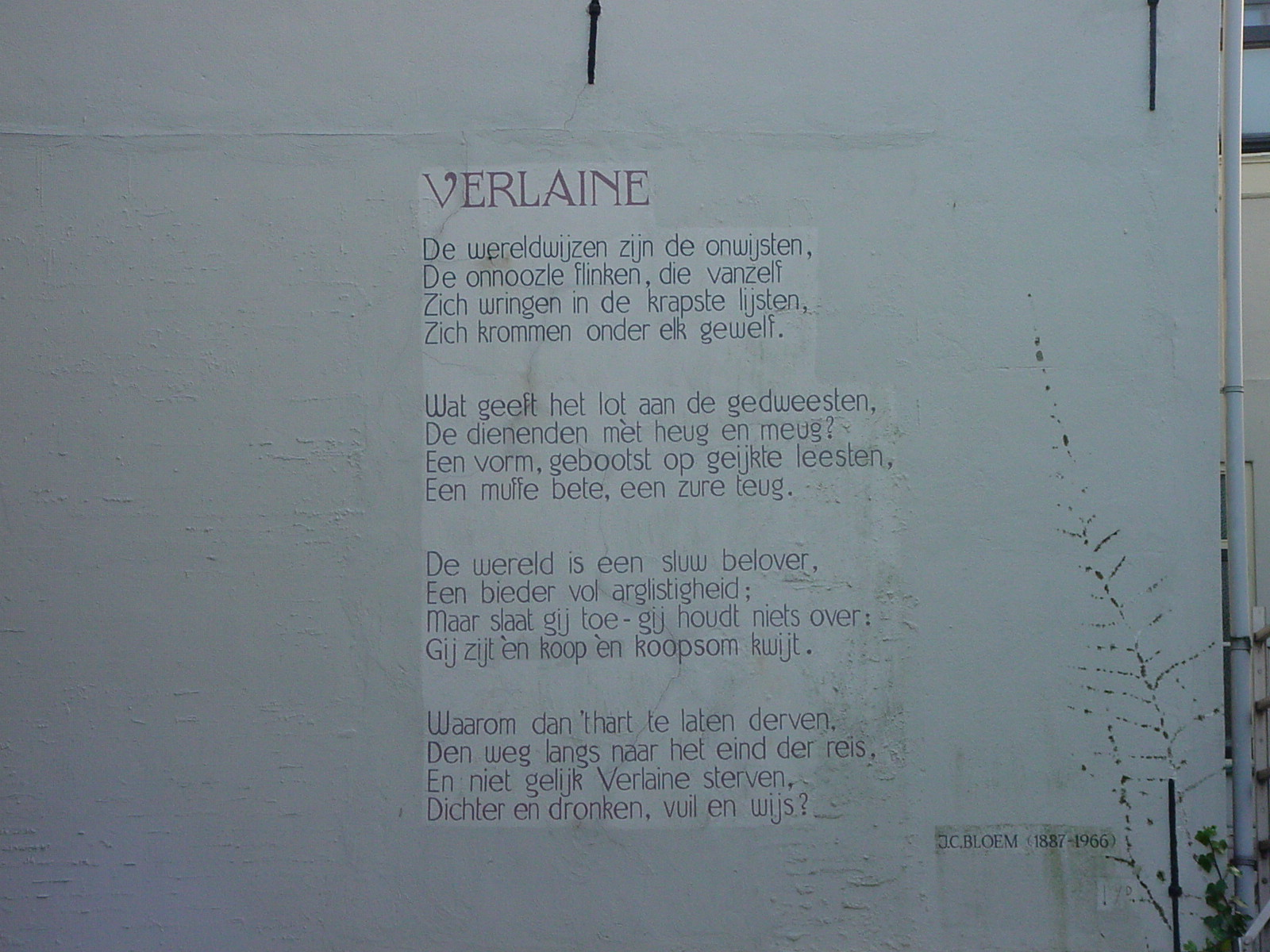
J.C. Bloem - Verlaine, poème mural à Leyde.

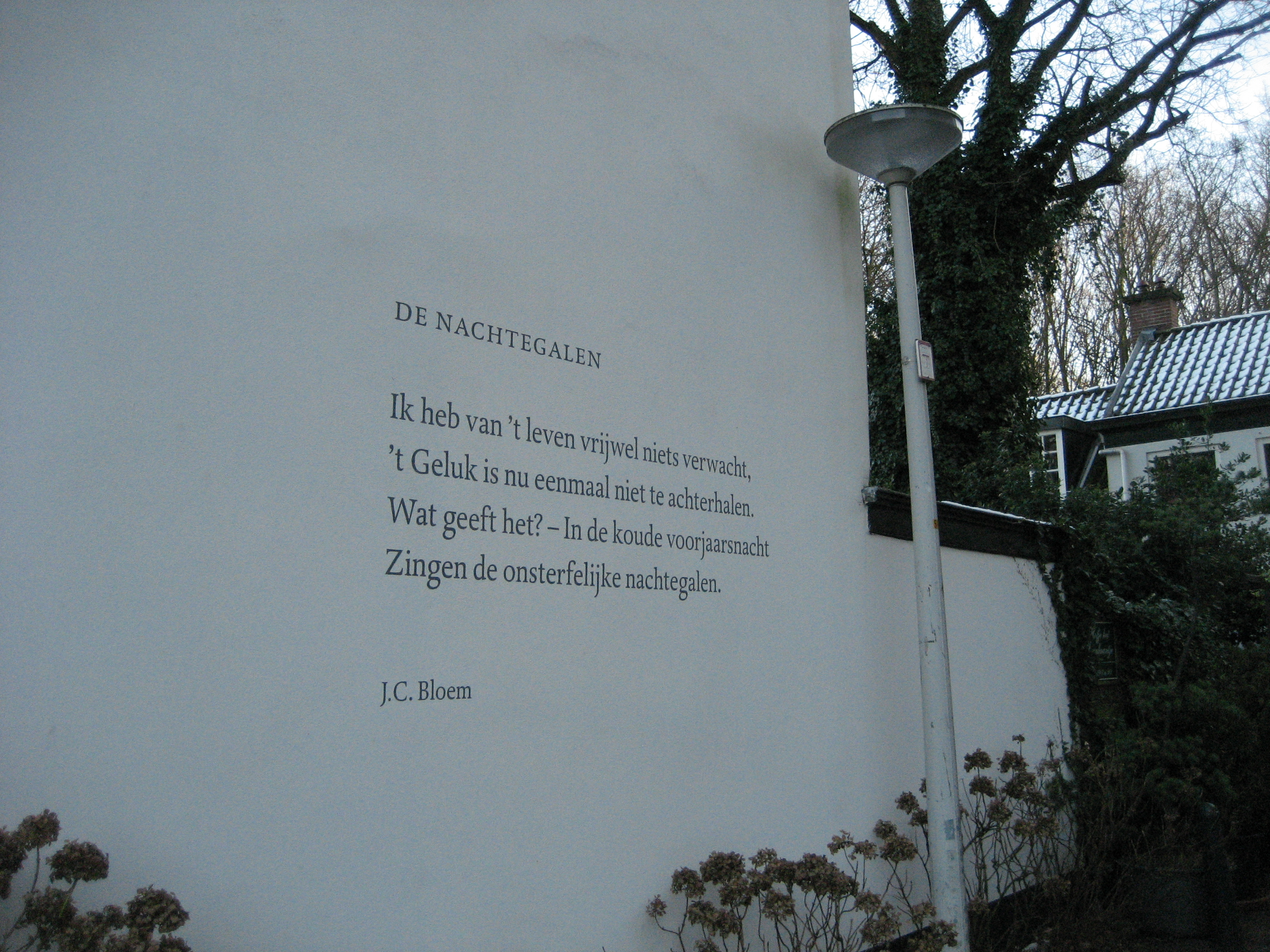
De Nachtegalen, poème mural à La Haye.

Jakobus Cornelis (Jacques) Bloem, né à Oudshoorn le 10 mai 1887 et mort à Kalenberg le 10 août 1966, est un poète néerlandais écrivant sous le nom de J.C. Bloem.

## Biographie
Jacques Bloem est le fils de Jacobus Willem Cornelis Bloem (nl), bourgmestre d'Oudshoorn puis de Stad Hardenberg.
Il débute en 1921 avec le recueil Het verlangen (Le Désir).
Il a été marié de 1926 à 1932 à la poétesse Clara Eggink. À la fin de sa vie, elle revient le soigner. Le couple est enterré au cimetière de Paasloo.

## Prix
- 1949 - Prix Constantijn Huygens
- 1952 - Prix P.C. Hooft pour Avond (Soir)
- 1965 - Prix des lettres néerlandaises pour l'ensemble de son œuvre

## Œuvre
- 1911 - Le Miroir des Heures (Boekbeoordeling in De Beweging)
- 1916 - Stellingen ter verkrijging van den graad van doctor in de rechtswetenschap aan de rijksuniversiteit te Utrecht[pas clair]
- 1921 - Het verlangen, poèmes
- 1931 - Media Vita, poèmes
- 1937 - De nederlaag, poèmes
- 1942 - Enkele gedichten
- 1945 - Sintels
- 1946 - Quiet though sad, poèmes
- 1950 - Liefde, poèmes
- 1950 - Avond, poèmes
- 1950 - Verzamelde beschouwingen
- 1952 - Aphorismen
- 1953 - De nachtegalen, poèmes
- 1954 - Terugblik op de afgelegde weg, poèmes
- 1957 - Afscheid, poèmes
- 1958 - Persoonlijke voorkeur van J.C. Bloem, poème commentés
- 1958 - Doorschenen wolkenranden, œuvres choisies
- 1958 - De dichter en de dood
- 1965 - Verzamelde klassieken, Nederlandse Klassieken
- 1965 - Verzamelde gedichten

## Source
- (nl) Cet article est partiellement ou en totalité issu de l’article de Wikipédia en néerlandais intitulé « J.C. Bloem » (voir la liste des auteurs).